# Dato semistrutturato
Un dato semistrutturato è una forma di dato strutturato che non è conforme alla struttura formale dei modelli di dato associato con le basi di dati relazionali o altre forme di tabelle di dati, ma che comunque contiene etichette o altri marcatori per separare gli elementi semantici e rafforzare le gerarchie di record e campi all'interno del dato.
Sono anche conosciuti come dati senza schema o dati con struttura autodescritta.
Nei dati semistrutturati, le entità che appartengono alla stessa classe possono avere differenti attributi anche se sono raggruppati insieme, e l'ordine degli attributi non è importante.
Con l'avvento di internet i dati semistrutturati sono incrementati poiché molte applicazioni necessitano di un mezzo per lo scambio di informazioni. Nelle Basi di dati orientate agli oggetti, si trovano spesso dati semistrutturati.
XML, e altri linguaggi di markup, e-mail, e EDI sono forme di dati semistrutturati.